# Chuột cây Rio de Janeiro
Chuột cây Rio de Janeiro, tên khoa học Phaenomys ferrugineus, là một loài động vật có vú, loài duy nhất trong chi Phaenomys, thuộc họ Cricetidae, bộ Gặm nhấm. Loài này được Thomas mô tả năm 1894. Chúng được tìm thấy ở Brasil.